# Mesorregión del Noroeste Paranaense
La mesorregión del Noroeste Paranaense es una de las diez mesorregiones del estado brasilero del Paraná. Es formada por la unión de 61 municipios agrupados en tres microrregiones.

## Microrregiones
- Cianorte
- Paranavaí
- Umuarama

- Datos: Q2292775